# 10400 Хаккайсан
10400 Хаккайсан (10400 Hakkaisan) — астероїд головного поясу, відкритий 1 листопада 1997 року.
Тіссеранів параметр щодо Юпітера — 3,545.